# Al Hirt
Alois Maxwell Hirt (7 de novembro de 1922 – 27 de abril de 1999) foi um popular trompetista estado-unidense e bandleader. É interprete da canção "Java" do álbum "Honey in the Horn" (1963) e do tema de abertura da série de TV "Green Hornet", lançada em 1966.
Entrou para o The Louisiana Music Hall of Fame em novembro de 2009.